# Robin Hendrix
Robin Hendrix (Mechelen, 14 januari 1995) is een Belgische atleet. In de winter doet hij aan veldlopen, in het zomerseizoen concentreert hij zich op de (middel)lange afstanden. Hij werd driemaal Belgisch kampioen en nam eenmaal deel aan de Olympische Spelen.

## Biografie
Hendrix nam eind 2017 deel aan de Europese kampioenschappen veldlopen U23 in Šamorín. Hij behaalde een achtste plaats en had daarmee een belangrijk aandeel in de tweede plaats in het landenklassement. Begin 2018 behaalde hij in het zog van zijn clubgenoot Isaac Kimeli op zijn eerste 5000 m de limiet voor deelname aan de Europese kampioenschappen in Berlijn. Omdat hij slechts de vierde beste was op deze afstand werd hij oorspronkelijk niet geselecteerd. Pas na de afzegging van Bashir Abdi kon hij deelnemen. Hij behaalde een vijftiende plaats.
In 2023 verbeterde hij op een meeting in Boston het 47 jaar oude Belgische indoorrecord van Miel Puttemans op de 5000 m. Hij bracht het naar 13.17,65.

## Belgische kampioenschappen
Outdoor
| Onderdeel             | Jaar |
| --------------------- | ---- |
| 5000 m                | 2024 |
| veldlopen korte cross | 2020 |

Indoor
| Onderdeel | Jaar |
| --------- | ---- |
| 3000 m    | 2020 |

## Persoonlijke records
Outdoor
| Onderdeel | Prestatie | Datum         | Plaats    |
| --------- | --------- | ------------- | --------- |
| 800 m     | 1.49,57   | 8 juli 2017   | Kortrijk  |
| 1500 m    | 3.37,32   | 20 juli 2024  | Ninove    |
| 3000 m    | 7.39,95   | 27 juli 2024  | Kessel-Lo |
| 5000 m    | 13.14,32  | 27 mei 2023   | Oordegem  |
| 10.000 m  | 28.01,65  | 16 april 2022 | Pacé      |

Indoor
| Onderdeel | Prestatie        | Datum            | Plaats    |
| --------- | ---------------- | ---------------- | --------- |
| 1500 m    | 3.40,83          | 30 januari 2021  | Liévin    |
| 3000 m    | 7.40,53          | 27 januari 2023  | Karlsruhe |
| 5000 m    | 13.17,65 (ex-NR) | 11 februari 2023 | Boston    |

## Palmares

### 3000 m
- 2020:  BK indoor AC - 7.51,27

### 5000 m
- 2018: 16e EK Berlijn - 13.36,15
- 2019: 13e in reeks WK in Doha - 13.39,69
- 2021: 16e in reeks OS - 13.58,37
- 2023:  BK AC - 13.34,30
- 2024: 20e EK in Rome - 13.36,19
- 2024:  BK AC - 13.28,33

### 5 km
- 2020:  BoClassic in Bolzano - 13.19

### 10 km
- 2020:  BK AC in Lokeren - 28.22

### halve marathon
- 2025:  BK AC in Gentbrugge - 1:01.18

### veldlopen
- 2017: 9e EK U23 in Šamorín
- 2018: 15e EK in Tilburg
- 2019:  BK AC in Laken
- 2020:  BK AC korte cross in Laken
- 2022: 35e EK in Turijn
- 2023:  EK in Laken
- 2023:  landenklassement EK
- 2024: 18e EK in Antalya
- 2024:  landenklassement EK